# 우주를 누비는 쏙독새
《우주를 누비는 쏙독새》(宇宙を駆けるよだか 소라오카케루요다카[*])는 카와바타 시키의 일본 만화이다. 별책 마가렛(슈에이샤)에서 2014년 10월호부터 2015년 12월호까지 연재됐으며, 슈에이샤 마가렛 코믹스에서 간행됐다. 단행본은 총 3권이다.
또는 그것을 원작으로 한 드라마이다. 넷플릭스에서 시게오카 다이키와 카미야마 토모히로의 더블 주연으로 실사 드라마화됐으며 2018년 8월에 공개됐다.

## 줄거리
밝고 귀여운 고히나타 아유미는 어릴 때부터 오랜 기간동안 알고 지낸 친구였던 미즈모토 고시로에게 고백을 받는다. 가족에게도, 친구에게도, 연인에게도 행복을 받은 아유미는 만사가 순조롭다고 할 수 있는 생활을 하게 되며 기대를 가슴에 두고 코시로와의 첫 데이트 날을 맞이한다. 붉은 달이 나와있는 하늘 아래에 만나기로 한 장소로 향하는 아유미에게 발신자 미표시 전화가 걸려온다. 전화 상대는 같은 반의 외모가 그렇게 뛰어나다고는 할 수 없는 여자 우미네 젠코이다. 그녀의 자살 예고에 놀라는 아유미는 도우러간다고 하지만 건물에서 뛰어내리는 그녀의 자살 현장에서 우연히 만난다. 그리고, 눈을 뜨니 아유미와 우미네의 몸이 바뀌어 있었다.
남자친구인 고시로에게, 가족, 그리고 친구까지 빼앗기게 된 아유미. 주변의 누구도 몸이 바뀐 것을 알지 못하고 그 외모도 더불아서 모두가 멀리 꺼려하며 괴롭히는 학교 생활을 보내는 처지가 되지만, 문화제 준비하는 날에 전환기를 맞이한다. 학년의 인기인인 고시로의 친구인 가가 슌페이가 아유미와 우미네가 바뀐 것을 알게 되는 것이다.
원래대로 돌아가는 방법을 찾고 있는 도중에 거리가 가까워지는 아유미와 가가. 그런 두 사람 앞에 나타나는 건 몸이 바뀌는 것을 연구하고 있던 우콘 마오. 우콘에 따르면 몸을 바꾼 인물은 다수 존재하며 자신도 또한 몸을 바꾸었다고 말한다. 그 조건으로는 ‘붉은 달이 뜨는 날에 갈 것’, ‘되고 싶은 상대에게 보일 것’ ‘반드시 죽을 것’의 세 가지이다. 하지만 그것과 동시에 그녀가 말하는 것은 ‘같은 것을 되풀이해도 원래대로 돌아갈 수는 없고 어느 한 쪽이 죽어버린다’라는 충격적인 사실이였다.

## 등장 인물
고히나타 아유미(小日向 あゆみ 코히나타 아유미[*])
배역 - 키요하라 카야
본작의 여주인공이다. 귀여운 외모를 가지고 있으며 가정 환경에서도 사랑을 받고 있으며 친구도 많고 만사가 순조롭다고 할 수 있는 생활을 보내고 있다.
사람을 외모로 판단하는 것이나 겉모습에 관해서는 전혀 생각하지 않았지만 우미네와 몸이 바뀌는 것으로 속마음이 아니라 사람은 겉모습으로 결정지어 버리는 사실에 괴로워 하게 된다. 유아기 시절에 도구함에 갇혔던 적이 있기에 어두운 곳을 무서워 한다.
우미네 젠코(海根 然子)
배역 - 토미타 미우
아유미와는 정반대라고 할 수 있는 생활을 보내고 있는 같은 반 학생이다. 살이 찌고 얼굴도 반듯하지 않아서 주변으로 못생겼다고 계속 말을 들으며 중학생 시절부터 괴롭힘을 계속 받고 있다. 친부가 어느 날 갑자기 자신과 모친을 버리고 집을 나가고 나서 돌아오지를 않았다. 모친과 둘이서 살고 있지만 그 모친으로부터도 지겹다고 여겨지고 있으며 컴플렉스를 품고 있다.
가가 슌페이(火賀 俊平)
배역 - 시게오카 다이키
학년 중에 인기가 많은 남자이다. 고시로와는 친구이며 자주 같이 다니고 있다. 아유미를 짝사랑하고 있지만 털어 놓고 이야기하기에 앞서서 고시로가 아유미에게 먼저 고백을 했기 때문에 아유미에 대한 마음은 있었으나 한 걸음 물러났다. 하지만, 가장 처음 아유미와 우미네가 몸이 바뀐 것을 알게 된다.
미즈모토 고시로(水本 公史郎 미즈모토 코시로[*])
배역 - 카미야마 토모히로
아유미의 소꿉친구이다. 시험으로는 전교 1등의 자리를 얻을 정도로 공부를 잘하는 것에 더해서 체육 성적도 좋으며 운동도 잘한다. 누구에게나 친철하게 접하는 인물로 학급 중에서 따돌림당하고 있던 우미네에게도 평등하게 접한다.
가가 만큼은 아니지만 학년 내에서 존재감은 크다. 문화제에서 아유미와 몸이 바뀐 우미네에 대해서 몸 속은 다른 사람이라도 좋고 그 모습 그대로 돌아가지 않아도 좋다는 것을 알린다.
우콘 마오(宇金 真緒)
배역 - 세키 메구미
몸이 바뀌는 원인이 되는 붉은 달을 연구하고 있는 여성이다. 그녀도 마찬가지로 몸이 바뀌는 경험을 하고 있으며 그녀와 몸이 바뀐 상대가 원래의 몸으로 돌아가려고 하지만 성공시키지 못하고 사망을 했었기에 아유미와 고시로에게 원래의 몸으로 돌아가는 것은 불가능할 것이라고 말한다.
우미네 교코(海根 京子 우미네 쿄코[*])
배역 - 나카지마 쇼코
우미네 젠코의 친모이다. 남편이 집을 나가고 난 후부터 젠코에게 차갑게 대하고 있으며 편의상은 자살 미수를 일으키려고 한 젠코에 대해서는 집에 돌아오면 패는 등 심하게 맞고 있다.
아유미의 엄마
배역 - 키리시마 레이카
아유미의 친모이다. 정원 가꾸기가 취미이며 애정을 담아서 아유미를 키우고 있다.
아유미의 아빠
배역 - 롯카쿠 신지
아유미의 친부이다.
이나기 리쓰(稲木 律 이나기 리츠[*])
배역 - 스즈키 미우
쓰치야 마리아(土屋 マリア 츠치야 마리아[*])
배역 - 히사다 노리코

## 웹 드라마
《우주를 누비는 쏙독새》(宇宙を駆けるよだか 소라오카케루요다카[*], Switched)로 넷플릭스에서 2018년 8월 1일에 전세계 독점 공개됐다. 시게오카 다이키와 카미야마 토모히로는 더블 주연이다. 캐치 프레이즈는 ‘愛されるべきは外見か中身か→사랑받아야 하는 건 겉인가 속인가’」。

### 등장 인물

#### 주요 인물
- 가가 슌페이 역 : 시게오카 다이키(자니스WEST)
- 미즈모토 고시로 역 : 카미야마 토모히로(자니스WEST)
- 고히나타 아유미 역 : 키요하라 카야
- 우미네 젠코 역 : 토미타 미우
- 우콘 마오 역 : 세키 메구미
- 우미네 교코 역 : 나카지마 쇼코

#### 그 외
- 아유미의 엄마 역 : 키리시마 레이카
- 아유미의 아빠 역 : 롯카코 신지
- 이나기 리쓰 역 : 스즈키 미우
- 쓰치야 마리아 역 : 히사다 노리코

### 방영 목록
| 화수  | 공개 날짜 | 부제목    | 부제목  | 분량 |
| 화수  | 공개 날짜 | 일본어    | 한국어  | 분량 |
| ----- | --------- | --------- | ------- | ---- |
| 제1화 | 8월 1일   | 自殺→자살 | 붉은 달 | 44분 |
| 제2화 | 8월 1일   | 裏切り    | 배신    | 33분 |
| 제3화 | 8월 1일   | 告白      | 고백    | 39분 |
| 제4화 | 8월 1일   | 罠        | 덫      | 37분 |
| 제5화 | 8월 1일   | 嘘        | 거짓말  | 36분 |
| 제6화 | 8월 1일   | 決断      | 결단    | 44분 |

### 참조주
1. 1 2  “別マDVDに、オオカミ少女と黒王子の映像など” [별마DVD에 늑대소녀와 흑왕자의 영상 등]. 《コミックナタリー》 (일본어). 株式会社ナターシャ. 2014년 9월 14일. 2015년 11월 16일에 확인함.
2. 1 2  “「宇宙を駆けるよだか」完結、容姿も性格も真逆な女子の身体が入れ替わる” [“우주를 누비는 쏙독새” 완결, 외모도 성격도 정반대의 여자의 신체가 바뀐다]. 《コミックナタリー》 (일본어). 株式会社ナターシャ. 2015년 11월 13일. 2015년 11월 16일에 확인함.
3. 1 2  “漫画「宇宙を駆けるよだか」がNetflixでドラマ化! 重岡大毅&神山智洋がダブル主演” [만화 “우주를 누비는 쏙독새”가 넷플릭스에서 드라마화! 시게오카 다이키&카미야마 토모히로가 더블 주연]. 《映画.com》 (일본어). 2018년 2월 18일. 2019년 5월 8일에 확인함.
4. 1 2  “ジャニーズWEST 重岡大毅&神山智洋W主演 Netflixドラマ『宇宙を駆けるよだか』8月配信” [자니스 WEST 시게오카 다이키&카미야마 토모히로 W 주연 넷플릭스 드라마 “우주를 누비는 쏙독새” 8월 공개]. 《リアルサウンド 映画部》 (일본어) (blueprint). 2018년 6월 14일. 2019년 5월 8일에 확인함.

### 내용주
1. ↑  2014년 9월 14일[1]
2. ↑  2015년 11월 13일[2]